# Esseltehusets ljusskyltar

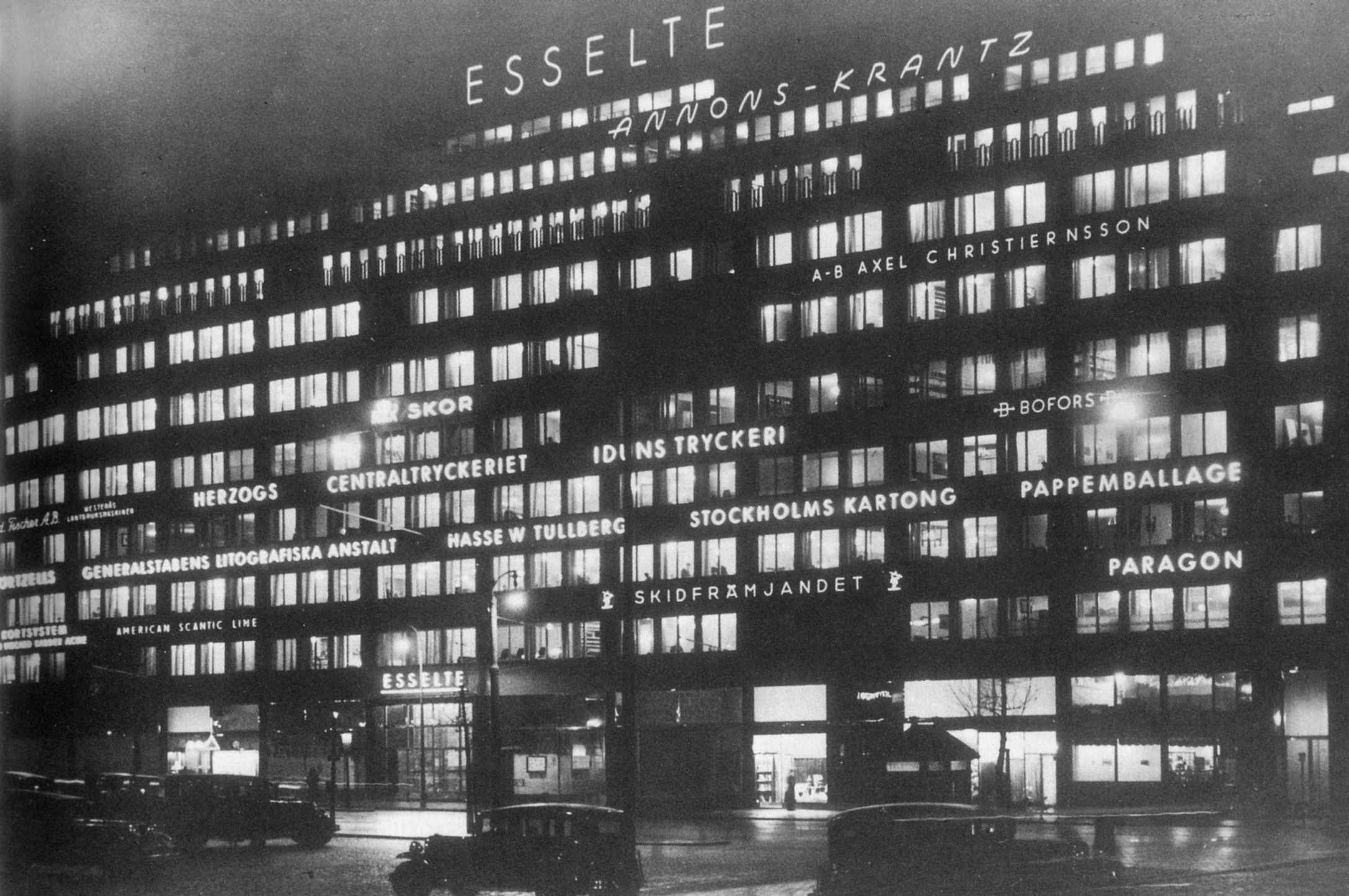
Fasaden i slutet på 1930-talet.

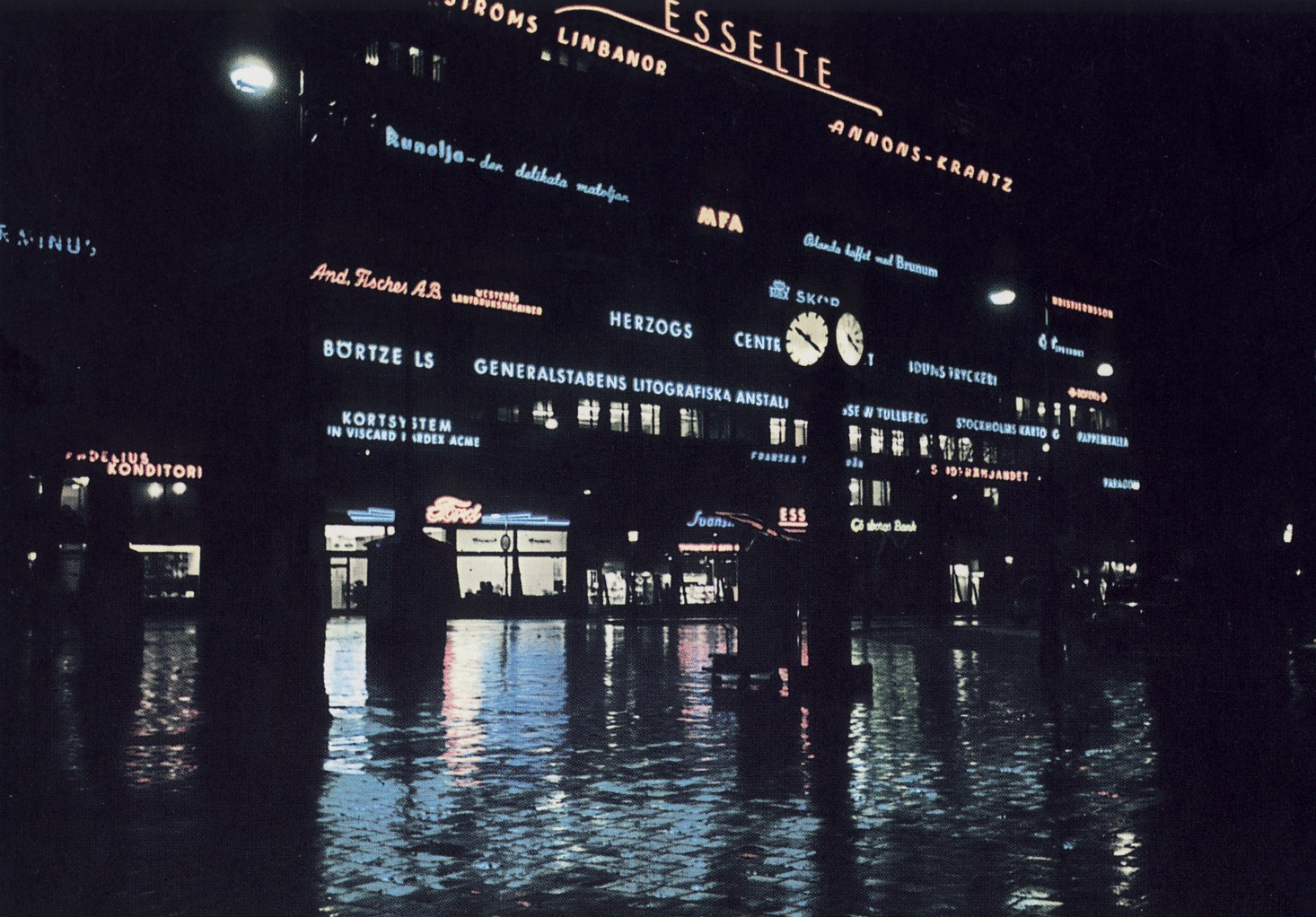
Fasaden i mitten på 1940-talet.

Esseltehusets ljusskyltar fanns på Esselte-huset på Norrmalm i Stockholm, belägen vid Centralplan mittemot Centralstationen, med adress Vasagatan 14-18. I mitten på 1930-talet formligen bländade husets reklamfasad tågresenären som klev ut på Centralplan om kvällen. Idag (2010) är samtliga skyltar nertagna, med undantag för lite reklam i höjd med bottenvåningen.
Esselte-huset byggdes åren 1928-34 efter arkitekt Ivar Tengboms ritningar. Beställare var förlaget Esselte som skulle nyttja byggnaden som kontor och tryckeri. Esselte-huset räknas till ett av funktionalismens huvudverk i Stockholm. Under projekterings- och byggarbetstiden för huset inföll även Stockholmsutställningen 1930, som räknas inte bara som genombrottet för funktionalismen i Sverige utan även för det riktigt stora genombrottet för neonskylten, och Esselte-husets reklam är ett bra exempel på detta (se Stockholmsutställningens reklammast).  Neonreklam var ett nytt medium i branschen. Sveriges första neonskylt tändes i december 1924 i skyltfönstret av Dagens Nyheters depeschkontor vid Stureplan. Den lyste röd och texten löd: "Prenumerera för 1925".
Fasadens modernistiska gestaltning med långa fönsterband och släta bröstningar lämpade sig väl för placering av lysande reklam och husets läge mittemot Centralstationen gjorde saken ännu bättre. Huset blev därför ett av de första som fick en enhetlig och färgglad reklam med neonljus. På kvällen och natten formligen bländades tågresenären från landsbygden. Detta var det första han eller hon såg av storstaden! 
Högst uppe på taket stod med två meter höga röda bokstäver "ESSELTE" på en röd linje. Därför och för att förlaget Esselte höll hus här kallades byggnaden "Esselte-huset". Därunder fanns reklam för Nordströms Linbanor och Annons-Krantz också i rött. De mindre firmanamnen och reklamskyltarna på fönsterbröstningarna var gröna, blåa och röda. Först en bit in på 1930-talet kunde man även tillverka neonrör med andra färger.  Alltsammans var en enhetlig och funktionell reklaminstallation som blev till en del av byggnadens arkitektur. 
År 1972 köpte Försäkringskassan huset och lät bygga om det för närmare 50 miljoner kronor. Mycket förändrades och bara trapphusen och hissarna inomhus såg ut som de gjorde innan. Under 1980-talet byttes fönstren ut och de sista reklamskyltarna på huset togs bort. Länge fanns en vacker stämpel i neon för Stockholms stämpelfabrik kvar, men numera (2010) är även den nertagen.
Enligt de planer som fastighetsägaren Vasakronan har skall man försöka återskapa fasaden med ljusreklam för de företag som flyttar in i byggnaden efter den stora renovering som pågått under åren 2014 - 2016. 
I sin strama funkis-arkitektur med ljusskyltar på fönsterbröstningar påminner Esselte-huset mycket om en annan av Tengboms byggnader i Stockholms city, Citypalatset vid Norrmalmstorg, byggt 1930-32. På den nyttjas  bröstningsbanden fortfarande för reklam.